# 趙世括
趙世括（？—？），北宋宗室。他是廬江侯趙守度的儿子、燕王趙德昭的曾孫、宋太祖的玄孫、宋神宗的兄弟辈。封嘉國公。他的七世孙趙昀是宋理宗。

## 家庭

### 妻
- 彭城縣君劉氏
- 長樂郡君高氏
- 榮郡夫人陳氏

劉氏、高氏見於〈右監門衛大將軍贈博州防禦使追封北平侯墓誌銘(趙令史)　元祐九年二月〉

### 子
有子八
- 房國公趙令稼
- 赠东平侯趙令叟
- 赠博平侯趙令門
- 赠博平侯趙令夬
- 赠华阴侯趙令蜕
- 赠右金紫光禄大夫趙令升
- 武显郎趙令汲
- 武翊郎趙令仲